# 第十二章：圍困
〈第十二章：圍困〉（英語：Chapter 12: The Siege）是美國太空歌劇網路電視劇《曼達洛人》第二季的第四集，本集由節目統籌強·法夫洛編劇，本集的聯合主演之一卡爾·韋瑟斯執導，於2020年11月20日在Disney+上線。佩德羅·帕斯卡領銜出演男主角曼達洛人，他是一名孤獨的槍手和賞金獵人，返回尼瓦羅星球維修飛船，同時幫助朋友卡拉·鄧恩和格里夫·卡加摧毀位於星球另一側的帝國舊基地。

## 劇情
受到嚴重損壞的飛船「刀鋒之巔」尚未完全修復，曼達洛人沒法駕駛它繼續長途飛行。他和孩子因此返回尼瓦羅星球，請人維修飛船。曼達洛人與朋友卡拉·鄧恩和格里夫·卡加會合，鄧恩已經成為這個地區的執法官，卡加成為裁判官，兩人合力維護地方治安。卡加還釋放了被曼達洛人抓獲的邁思羅，讓他做自己的助手。為了感謝鄧恩和卡加請人幫忙維修飛船，曼達洛人答應他們一起前去摧毀位於星球另一側的帝國舊基地。曼達洛人將孩子留在新開辦的由機器人擔當老師的學校內，孩子使用原力偷走同桌的馬卡龍零食。
曼達洛人、鄧恩、卡加和邁思羅進入舊基地，調整地下岩漿冷卻裝置，溫度極高的岩漿將破壞建築根基，從而引起爆炸摧毀整個基地。他們隨後消滅數名帝國風暴兵，在一個密室內發現大量的複製人屍體，這些屍體因實驗失敗被放置於存儲液之中。他們殺死正在企圖破壞證據的研究人員，邁思羅從存儲檔案中發現潘興博士於三天之前向星區長吉迪恩匯報研究成果的影像資料，他聲稱需要更多的複製人來研究從孩子體內獲取血液中的迷地原蟲。曼達洛人意識到星區長吉迪恩沒有死亡，他擔心孩子的安全，使用隨身飛行器提前離開。
面對更多的風暴兵，鄧恩、卡加和邁思羅偷走風暴兵的運輸機，逃離快要爆炸的帝國舊基地。鄧恩駕駛運輸機，卡加負責射擊緊追不捨、駕駛飛行摩托的風暴兵。帝國的數架鈦戰機參與追逐，曼達洛人駕駛修復好的飛船擊落敵機，救下鄧恩、卡加和邁思羅。
事後，曼達洛人繼續駕駛飛船前往烏鴉座森林星球上的卡洛丹（Calodan）城尋找絕地武士亞蘇卡·譚諾。新共和國的卡森·特瓦隊長來到尼瓦羅星球調查帝國舊基地爆炸事件，卡加沒有將曼達洛人參與其中的實情告知於他。特瓦臨走前請求鄧恩幫助新共和國對抗帝國殘餘勢力，「一個陰謀正在醞釀之中，我們必須阻止它。」他同時提及鄧恩的母星奧德蘭，鄧恩表示隨著奧德蘭被死星徹底摧毀，自己已經失去一切，拒絕了特瓦的提議。
星區長吉迪恩收到手下通訊官的報告，他們的其中一個線人是安插在卡加身邊的機械師，他在維修曼達洛人的飛船時已將跟蹤信標安裝在船上。吉迪恩表示事情準備就緒。

## 製作

### 開發
本集由節目統籌強·法夫洛編劇，劇中格里夫·卡加的飾演者卡爾·韋瑟斯執導。

### 選角
吉娜·卡拉諾、卡爾·韋瑟斯、霍雷肖·桑斯、歐米德·阿塔西和吉安卡洛·伊坡托回歸出演各自角色，凱蒂·奧布萊恩（Katy O'Brian）出演星區長吉迪恩手下的通訊官。
此外，布倫丹·韋恩（Brendan Wayne）、巴里·洛文（Barry Lowin）和拉夫·克羅德是佩德羅·帕斯卡的特技替身演員。孩子的動作由多名傀儡师完成。

### 音樂
《曼達洛人》第二季的音樂原聲帶由魯德溫·葛瑞森作曲，第一輯數位版於2020年11月20日發行，包括前四集原創音樂。

## 迴響
〈第十二章：圍困〉得到整體好評。在影視匯總媒體點評網站爛番茄上，本集獲得93%的新鮮度，7.29/10分（14位劇評人）。

## 備註
1. 1 2  參見〈第十一章：女繼承人〉。
2. ↑  參見〈第一章：曼達洛人〉。
3. ↑  參見《星際大戰四部曲：曙光乍現》。

## 資料來源
1. ↑  Weathers, Carl. . Twitter.com. 2020-11-20  [2020-11-20]. （原始内容存档于2020-11-20） （美国英语）.
2. 1 2  Snowden, Scott. . Space.com. 2019-05-02  [2019-05-03]. （原始内容存档于2019-05-02） （美国英语）.
3. ↑  Hibberd, James. . Entertainment Weekly. 2020-10-19  [2020-10-22]. （原始内容存档于2020-10-22） （美国英语）.
4. ↑  Young, Brian. . /Film. 2020-11-20  [2020-11-20]. （原始内容存档于2020-11-20） （美国英语）.
5. ↑  Hibberd, James. . Entertainment Weekly. 2019-09-05  [2019-09-05]. （原始内容存档于2019-09-05） （美国英语）.
6. ↑  Miller, Liz Shannon. . Vulture. 2019-12-09  [2019-12-09]. （原始内容存档于2019-12-09） （美国英语）.
7. ↑  Spencer, Samuel. . newsweek.com. 2019-12-02  [2020-06-28]. （原始内容存档于2019-12-08） （美国英语）.
8. ↑  Burlingame, Jon. . Variety. 2020-10-30  [2020-10-31]. （原始内容存档于2020-10-31） （美国英语）.
9. ↑  . Apple Music. Apple Inc. 2020-11-20  [2020-11-20]. （原始内容存档于2020-12-15） （美国英语）.
10. ↑  . Rotten Tomatoes.   [2020-11-20]. （原始内容存档于2020-12-19） （美国英语）.

## 外部連結
- 官方网站
- 互联网电影数据库（IMDb）上《第十二章：圍困》的资料（英文）
- Wookieepedia上的相关条目：〈第十二章：圍困〉